# 5 d'octubre
El 5 d'octubre és el dos-cents setanta-vuitè dia de l'any del calendari gregorià i el dos-cents setanta-novè en els anys de traspàs. Queden 87 dies per finalitzar l'any.

## Esdeveniments
Països Catalans
- 1923 - Barcelona: Es funda l'Editorial Joventut.[1]
- 1966 - Guinea Equatorial: per 20.000 pessetes, el primatòleg Jordi Sabater Pi hi compra Floquet de Neu, quan aquest tenia entre dos i tres anys.

Resta del món
- 1838 - Larissa (Comtat de Cherokee, Texas): es produeix la massacre de Killough, l'últim atac dels amerindis contra colons blancs a l'est de Texas.
- 1908 - Bulgària declara la seva independència respecte de l'Imperi Otomà.
- 1910 - Portugal. Es proclama la república després del triomf de la revolució del 5 d'octubre.
- 1913 - Primer viatge amb avió sobre el Mediterrani.
- 1934 - Astúries. Els miners asturians se subleven contra el govern radical-cedista de la Segona República Espanyola.
- 1969 - Regne Unit: la BBC emet el primer episodi de Monty Python's Flying Circus, anomenat Whither Canada?.[2]
- 1988 - Xile: el dictador Augusto Pinochet és derrotat en el plebiscit.
- 2020 - Bixkek, Kirguizstan: esclaten fortes protestes per frau electoral. Entre la nit i la matinada de l'endemà, grups de manifestants van entrar al Parlament, l'oficina del president del país i l'ajuntament de la capital.[3]

## Naixements
Països Catalans
- 1815, Sant Cugat del Vallès: Josep Maria Bocabella i Verdaguer, llibreter i filantrop català, que ideà la construcció de la Sagrada Família[4]
- 1897, Barcelona: Gaspar Cassadó i Moreu, violoncel·lista i compositor català[5]
- 1922, Vilafranca del Penedès: Ramona Via i Pros, escriptora i llevadora catalana[6]
- 1956, Palma, Illes Balears: Jaume Matas i Palou, polític mallorquí, president del Govern de les Illes Balears i del PP de les Illes Balears.[7]
- 1959, Barcelona: Toni Giménez i Fajardo, cantant, músic i compositor; animador musical per a infants; doctor en pedagogia.[8]
- 1961, Figueres: Sílvia Soler i Guasch, periodista i escriptora catalana.[9]
- 1966, Taradell, Osona: Albert Om i Ferrer, periodista català.[10]
- 1970, Barcelona: Laura Borràs i Castanyer, filòloga i política catalana.[11]

Resta del món
- 1640, Lussac-les-Châteaux, Regne de França: Francesca Atenea de Rochechouart de Mortemart, Madame de Montespan, amant de Lluís XIV de França[12]
- 1703, East Windsor, Connecticut, EUA: Jonathan Edwards, teòleg i filòsof[13]
- 1712, Venècia, Itàlia: Francesco Guardi, pintor italià[14]
- 1713, Langres, Haute-Marne, Regne de França: Denis Diderot, escriptor i filòsof enciclopedista francès [15]
- 1781, Praga, Bohèmia: Bernard Bolzano, matemàtic[16]
- 1789, Whitby, Yorkshire, Anglaterra: William Scoresby, científic i explorador anglès[17]
- 1829, Fairfield, Vermont, EUA: Chester Arthur, advocat i 21è President dels Estats Units[18]
- 1869, Hèlsinki: Ellen Thesleff, pintora expressionista finlandesa[19]
- 1878: Arno Nadel, musicòleg, compositor, dramaturg, poeta i pintor jueu.
- 1878, Evansville, Indiana, Estats Units: Louise Dresser, actriu de cinema estatunidenca.[20]
- 1879, Baltimore, Maryland, EUA: Francis Peyton Rous, patòleg nord-americà, Premi Nobel de Medicina o Fisiologia de l'any 1966[21]
- 1881, Ringwood (Hampshire): Maxwell Armfield, il·lustrador i escriptor[22]
- 1882, Worcester, Massachusetts,(EUA: Robert Goddard, inventor i un dels pioners en el camp dels coets[23]
- 1887, Baiona, França: René Cassin, jurista i jutge francès, Premi Nobel de la Pau de l'any 1968[24]
- 1900, Fuzhou, Fujian: Bing Xin, poetessa i novel·lista xinesa del segle XX[25]
- 1908, Texarkana, Texas, EUA: Joshua Logan, director de cinema i guionista estatunidenc.[26]
- 1917, Debrecen, Hongria: Magda Szabó, escriptora hongaresa, una de les millors novel·listes en llengua hongaresa [27]
- 1920, Estats Units d'Amèrica: Elizabeth Bugie Gregory, bioquímica estatunidenca que va identificar l'estreptomicina [28]
- 1926, Madrid, Espanya: Mariano Ozores Puchol, director de cinema i guionista espanyol.[29]
- 1930, Breslau, Alemanya. Reinhard Selten, economista alemany, Premi Nobel d'Economia de 1994[30]
- 1936, Praga, Txecoslovàquia: Václav Havel, escriptor i polític txec, President de la República Txeca (1993-2003), Premi Internacional Catalunya del 1995[31]
- 1939, Solac, Gironda: Marie Laforêt, cantant i actriu francesa[32]
- 1951, Dún Laoghaire, Irlanda: Bob Geldof, intèrpret i compositor, actor i activista polític irlandès.[33]
- 1952, Liverpool, Anglaterra: Clive Barker, escriptor, director de cine i artista visual anglès.[34]
- 1953, Nanquín, Xina: Zhang Xinxin, periodista, realitzadora de cinema i televisió, directora teatral, dissenyadora i escriptora xinesa.[35]
- 1958, Bronx, Nova York, EUA: Neil deGrasse Tyson, astrofísic estatunidenc i divulgador científic.[36]
- 1975, Reading, Berkshire, Anglaterra: Kate Winslet, actriu de cinema anglesa.[37]

## Necrològiques
Països Catalans
- 1285 - Perpinyà: Felip III de França, rei de França entre 1270 i 1285 (n. 1245).[38]
- 1875 - Sabadell: Feliu Llonch i Mates, industrial tèxtil català (n. 1811).[39]
- 1921 - Vic: Joan Collell i Cuatrecasas, religiós català (n. 1864).[40]
- 1946 - Altea, Marina Baixa: Francesc Martínez i Martínez, historiador valencià (n. 1866).
- 1974 - Barcelona: Maria Plans i Macià, actriu catalana.[41]
- 1993 - Barcelona: Joaquim Soler i Ferret, escriptor i crític literari català, membre del col·lectiu Ofèlia Dracs.[42]
- 2007 - València: Matilde Salvador i Segarra, compositora i pintora valenciana (n. 1918).[43]
- 2011 - Cambrils: Josep Salceda i Castells, cronista oficial de la vila de Cambrils (n. 1923).[44]

Resta del món
- 610 - Constantinoble, Imperi Romà d'Orient: Flavi Focas, emperador romà d'Orient del 602 al 610 (n. 547).[45]
- 1056 - Bodfeld, Saxònia: Enric III del Sacre Imperi Romanogermànic, emperador (n. 1017).[46]
- 1805 - Ghazipur, Uttar Pradesh: Charles Mann Cornwallis, general i estadista britànic (n. 1738).[47]
- 1813 - Moravian 47, Ontario, Canadà: Tecumseh, líder dels shawnee (n. 1768).[48]
- 1880 - París, França: Jacques Offenbach, compositor i violoncel·lista alemany nacionalitzat francès (n. 1819).[49]
- 1941 - Louisville, Kentucky: Louis Brandeis, advocat estatunidenc, el primer membre jueu del Tribunal Suprem (n. 1856).[50]
- 1942 - San Francisco: Dorothea Klumpke, astrònoma estatunidenca (n. 1861).[51]
- 1946 - Argyll and Bute, Escòcia: Grace Frankland, microbiòloga i bacteriòloga anglesa (n. 1858).[52]
- 1962 - París, França: Sylvia Beach, llibretera i editora nord-americana (n. 1887).[53]
- 1969 - Traverse City, Michigan: Walter Hagen, golfista estatunidenc (n. 1892).[54]
- 1974, Imola: Ebe Stignani, màxima mezzosoprano de la seva època a Itàlia (n.1903).[55]
- 1976 - Coral Gables, Florida (EUA): Lars Onsager, químic estatunidenc d'origen noruec, Premi Nobel de Química de l'any 1968 (n. 1903).[56]
- 1981 - Nova York: Glòria Grahame, actriu estatunidenca de cinema, teatre i televisió.[57]
- 1986 - Chicago (EUA): Hal B. Wallis, productor cinematogràfic estatunidenc.(n. 1899).[58]
- 1995 - Englewood, EUA: Lillian Fuchs, violista, mestra i compositora (n. 1902).[59]
- 1996 - Colorado Springs, Colorado: Seymour Cray, matemàtic aplicat, informàtic i enginyer elèctric estatunidenc (n. 1925).[60]
- 2003 - Queens, Nova York: Neil Postman, professor universitari estatunidenc, crític de la cultura i teòric dels mitjans de comunicació (n. 1931).[61]
- 2004 - Londres, Regne Unit: Maurice Wilkins, biofísic anglès guardonat amb el Premi Nobel de Medicina o Fisiologia l'any 1962 pel seu descobriment de l'estructura de l'ADN (n. 1916).[62]
- 2008 - Cho Oyu, Nepal: Miha Valič, alpinista eslovè (n. 1978).[63]
- 2010 - Chambèri (França): Bernard Clavel, assagista i escriptor francès. Premi Goncourt de l'any 1968 (n. 1923).
- 2011 -
  - Los Angeles, Califòrnia, Estats Units: Steve Jobs, fundador d'Apple i geni visionari (n. 1955).[64]
  - Hampstead, Londres, Anglaterra: Bert Jansch, guitarrista, cantant i compositor escocès (n. 1943).[65]
- 2015 - 
  - Göteborg, Suècia: Henning Mankell, escriptor suec (n. 1948).[66]
  - París: Chantal Akerman, directora de cinema belga (n. 1950).[67]

## Festes i commemoracions
- Dia Mundial dels Docents
- Santoral: sants Maure i Plàcid de Subiaco; Froilà de Lugo, bisbe; Atilà de Zamora, bisbe; Pere d'Imola, cavaller hospitaler; venerable Joan Collell i Cuatrecasas, prevere i fundador de les Serventes del Sagrat Cor; venerable Juan Bautista González, frare i fundador dels mercedaris descalços; beat Eribau d'Urgell, bisbe.